# Apple Monitor III

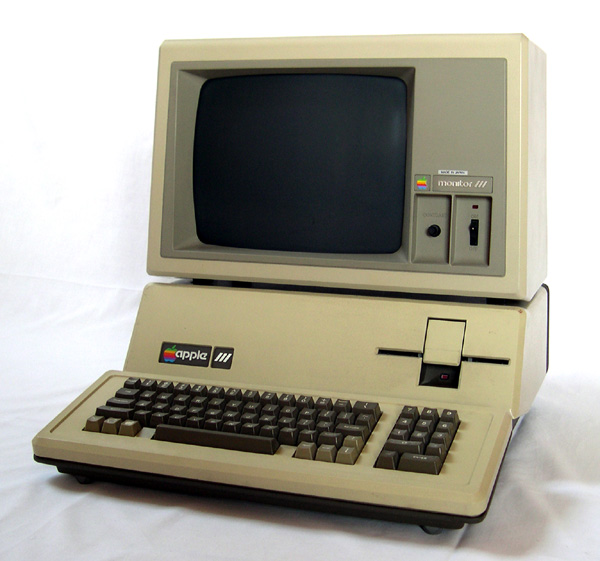
一台附有Monitor ///的Apple III

Apple Monitor III是1980年由苹果公司设计制造给Apple III个人电脑的绿磷色CRT显示器。作为第一款苹果公司的显示器，它比Apple Monitor II早了几年推出。Apple Monitor III的主要特色是有减少反光的被覆。Apple Monitor III亦兼容于Apple III+、Apple IIe、Apple IIc，透过其复合视频接口，亦可兼容于Apple IIc+及Apple IIGS。